# Ľubica Čekovská
Ľubica Čekovská   (Humenné, 16 de març de 1975) és una compositora i pianista eslovaca. El seu germà és un músic, cantant, compositor, còmic i moderador eslovac Marián Čekovský. La seva mare era cantant i acordionista.
El director Christopher Ward va dirigir l'estrena mundial de la seva òpera de Dorian Gray, com a part l'"ISCM World New Music Days Festival 2013" al Teatre Nacional Eslovac de Bratislava, interpretant-la també al Festival Internacional de Música de Praga de 2015.
A la 1a i 2a quarta fase de semifinals i a la final del concurs de cançons d'Eurovisió, el 2010 va formar part del jurat amb Jánom Lehotským i Martinom Sarvašom. Té dos fills, del primer matrimoni i del segon matrimoni amb l'actor Svätoplukom Malachovským.

## Premis
- 1999 Premi Elsie Owen de la Reial Acadèmia de Música1999
- Premi Cuthberth Nunn de composició de la Reial Acadèmia de Música - Fragment i Elegia op.
- 42000 Premi Leverhulme2000 Premi Mosco Carner - Turbulència
- 2004 Premi Ján Levoslav Bella - Concert per a piano

## Discografia, recopilacions
- Treballs per a trompeta i orgue – Ján Vladimír Michalko a Juraj Bartoš – Diskant, CD
- 2001 Seven Through Five – Societa Rigata -, CD
- 2005 Melos Ethos Ensemble – Hudobné centrum HC, CD
- 2005 Passing Impressions – Hevhetia, CD
- 2006 Visions – Música eslovaca per a violoncel i acordió – Diskant, CD
- 2007 Cellomania – Pavlík Records, CD

## Altres treballs
- La banda sonora de The Mandate (2013).